# آچارگشتاور
آچارگشتاور ابزاری است که برای اِعمال مقدار مشخصی گشتاور به مهره یا پیچ به کار می‌رود. این آچار غالباً به‌شکل آچار بکس با مکانیسم داخلی ویژه‌ای است. کنراد بار در سال ۱۹۱۸ در زمانی که برای اداره آب شهر نیویورک کار می‌کرد، آن را اختراع کرد. این وسیله برای جلوگیری از سفت کردن بیش از حد مجاز پیچ‌ومهره‌ها در لوله‌های آب و بخار زیرزمینی به هنگام تعمیرات به کار گرفته می‌شد.